# Región Metropolitana Bogotá-Cundinamarca
La Región Metropolitana Bogotá - Cundinamarca, también llamada como Bogotá Región, o Región Metropolitana de Bogotá, es una entidad de integración regional entre Bogotá y los municipios del Departamento de Cundinamarca de su entorno, creada por el Congreso de la República de Colombia, en el Acto Legislativo 02 del 22 de julio de 2020 y desarrollada por la Ley 2199 de 2022. Es una entidad administrativa de asociatividad de régimen especial, que promueve el diseño de políticas públicas de manera conjunta entre el Distrito Capital de Bogotá y Cundinamarca y sus municipios, con el fin de mejorar la calidad de vida de los más de 10 millones de habitantes de la región metropolitana. El control político de las decisiones tomadas lo realizará el Concejo Distrital, los concejos municipales y la Asamblea departamental.

## Configuración
Bogotá, Cundinamarca y sus municipios podrán asociarse a esta región metropolitana cuando compartan dinámicas territoriales, ambientales, sociales o económicas. La Región Metropolitana tiene como objeto garantizar la ejecución de planes y programas de desarrollo sostenible y la prestación oportuna y eficiente de los servicios a su cargo.

### Incorporación
Según el proyecto de ley orgánica de la región metropolitana, un municipio que comparta una o más dinámicas regionales con Bogotá puede solicitar su ingreso; debe ser sometido a un cabildo abierto y ser aprobado por mayoría absoluta por el concejo municipal. Los municipios mantendrán su autonomía territorial y no serán anexados al Distrito Capital.

### Jerarquía
Las decisiones de la Región Metropolitana tendrán superior jerarquía que las de los municipios de Cundinamarca que se incorporen, el departamento de Cundinamarca y el Distrito Capital, en los asuntos que le competen. 

## Población y municipios incorporados
La Bogotá Región reúne el 21,4% de la población colombiana, aporta el 31,6% del PIB del país, realiza 2,6 millones de viajes diarios, cuenta con 190 áreas protegidas, el 13% de los páramos de Colombia y realiza el 44,5% de las exportaciones nacionales.
Actualmente se están llevando a cabo, audiencias municipales de modo virtual, en los territorios que pretenden incorporarse a la Región Metropolitana, el 27 de agosto se llevó a cabo la primera audiencia en Funza, el 1° de septiembre en Madrid, el 3 de septiembre en Mosquera, el 8 de septiembre en Chía, el 10 de septiembre en Cajicá, el 15  de septiembre en Sopó, el 17 de septiembre en Cota, el 22 de septiembre en La Calera, el 24 de septiembre en Facatativá, el 1° de octubre en Zipaquirá, el 8 de octubre en Soacha y el 15 de octubre en Fusagasugá.
En tanto que en el Distrito Capital de Bogotá, también se están llevando a cabo audiencias en sus localidades, de modo virtual, para participar del proceso de la construcción de la Región Metropolitana. El 29 de agosto se llevó a cabo la audiencia en la localidad de Suba, el 5 de septiembre en la localidad de Usaquén, el 19 de septiembre entre las localidades de Engativá, Fontibón y Kennedy , el 3 de octubre en las localidades de Chapinero, Barrios Unidos y Teusaquillo, el 10 de octubre en las localidades de Puente Aranda, Santa Fe, La Candelaria, Los Mártires, Antonio Nariño, San Cristóbal y Rafael Uribe y por último, el 17 de octubre en las localidades de Ciudad Bolívar, Tunjuelito, Usme y Bosa.
El proyecto de ley orgánica contempla unas regiones iniciales, las cuales son meramente indicativas. Se estipula que un municipio que no esté cubierto bajo alguno de los hechos metropolitanos, o que indique la existencia de un nuevo hecho metropolitano, podrá solicitar su revisión al consejo regional para que estudie el caso.

### Perímetro urbano
Dentro de la normatividad jurídica de Bogotá existe el llamado perímetro urbano. Este corresponde a una línea que separa en teoría a la ciudad de Bogotá de las zonas rurales del Distrito Capital. Esta línea de perímetro urbano define a la ciudad completamente contenida dentro de los límites del Distrito; sin embargo, se extiende hasta los límites del Distrito sobre el río Bogotá, limitando con los municipios de Cota, Funza, Mosquera y Soacha.
El perímetro urbano define los límites bajo los cuales las empresas de servicios públicos pueden facturar el servicio como urbano; por fuera de la misma se facturaría como servicio rural. Este perímetro urbano no define con precisión los límites del desarrollo urbano de la ciudad de Bogotá, habiendo zonas no desarrolladas al interior (con economía de tipo rural, por ejemplo, producción agropecuaria primaria), y zonas urbanizadas por fuera del perímetro.

### Municipios parcialmente integrados
El perímetro urbano de Bogotá se extiende hasta el río Bogotá[cita requerida], limitando con los municipios de Mosquera, Funza y Cota (Sector de Siberia). Sobre estos límites, cruzando el río, existen desarrollos urbanísticos, principalmente industriales pero también residenciales, que son adjuntos a la ciudad de Bogotá, si bien separados de los cascos urbanos de las respectivas cabeceras municipales.
Igualmente, el casco urbano de la cabecera municipal de Cota colinda con el Distrito Capital en una zona exterior al Perímetro Urbano de Bogotá, en la localidad de Suba y Engativá, habiendo desarrollo urbano comercial y residencial colindante dentro del Distrito y unidos por la Avenida Suba-Cota. Este fenómeno se presenta también con el municipio de Chía,  cuya extensión urbana sobrepasa el límite del Distrito en el sector de Guaymaral (localidad de Suba) y el municipio de Cota.
Chía y Cajicá tienen a su vez parcialmente integrados sus cascos urbanos. Al igual que Cogua y Zipaquirá
En la vía que conduce de Bogotá a La Calera hay un desarrollo residencial y comercial de densidad urbana al interior del Distrito, por fuera del perímetro urbano, el cual se extiende dentro del municipio de La Calera.
Si se consideran densidades suburbanas de sitios con economía mixta urbana (p. ej. empresarial y residencial) y rural (p. ej. agropecuaria), Sibaté, Mosquera, Funza, Madrid, Cota, Chía, Cajicá, formarían un primer anillo metropolitano, junto con Bogotá y Soacha.
| Municipio                  | Movilidad | Servicios Públicos | Seguridad, Convivencia y Justicia | Seguridad Alimentaria y Comercialización | Desarrollo Económico | Ordenamiento Territorial | Medio Ambiente | No. de hechos metropolitanos |
| -------------------------- | --------- | ------------------ | --------------------------------- | ---------------------------------------- | -------------------- | ------------------------ | -------------- | ---------------------------- |
| Bogotá                     | Sí        | Sí                 | Sí                                | Sí                                       | Sí                   | Sí                       | Sí             | 7                            |
| Agua de Dios               |           |                    |                                   |                                          | Sí                   |                          | Sí             | 2                            |
| Anapoima                   |           | Sí                 |                                   |                                          | Sí                   |                          | Sí             | 3                            |
| Anolaima                   |           |                    |                                   |                                          |                      |                          | Sí             | 1                            |
| Apulo                      |           | Sí                 |                                   |                                          |                      |                          | Sí             | 2                            |
| Arbeláez                   |           |                    |                                   |                                          | Sí                   |                          | Sí             | 2                            |
| Bojacá                     |           | Sí                 |                                   |                                          | Sí                   |                          | Sí             | 3                            |
| Cabrera                    |           |                    |                                   |                                          |                      |                          | Sí             | 1                            |
| Cachipay                   |           |                    |                                   |                                          |                      |                          | Sí             | 1                            |
| Cajicá                     | Sí        | Sí                 | Sí                                | Sí                                       | Sí                   | Sí                       | Sí             | 7                            |
| Cáqueza                    |           |                    |                                   | Sí                                       |                      |                          |                | 1                            |
| Chía                       | Sí        | Sí                 | Sí                                | Sí                                       | Sí                   | Sí                       | Sí             | 7                            |
| Chipaque                   |           |                    | Sí                                | Sí                                       |                      |                          | Sí             | 3                            |
| Choachí                    |           | Sí                 | Sí                                |                                          |                      |                          | Sí             | 3                            |
| Chocontá                   |           | Sí                 |                                   | Sí                                       |                      |                          | Sí             | 3                            |
| Cogua                      |           | Sí                 |                                   |                                          |                      |                          | Sí             | 2                            |
| Cota                       | Sí        | Sí                 | Sí                                | Sí                                       | Sí                   | Sí                       | Sí             | 7                            |
| El Colegio                 |           | Sí                 |                                   |                                          | Sí                   |                          | Sí             | 3                            |
| El Rosal                   | Sí        | Sí                 | Sí                                | Sí                                       |                      | Sí                       | Sí             | 6                            |
| Facatativá                 | Sí        | Sí                 | Sí                                | Sí                                       | Sí                   | Sí                       | Sí             | 7                            |
| Fómeque                    |           | Sí                 |                                   | Sí                                       |                      |                          | Sí             | 3                            |
| Funza                      | Sí        | Sí                 | Sí                                | Sí                                       | Sí                   | Sí                       | Sí             | 7                            |
| Fusagasugá                 |           |                    |                                   | Sí                                       | Sí                   |                          |                | 2                            |
| Gachancipá                 | Sí        | Sí                 |                                   | Sí                                       |                      | Sí                       | Sí             | 5                            |
| Girardot                   |           | Sí                 |                                   |                                          | Sí                   |                          | Sí             | 3                            |
| Granada                    |           |                    |                                   | Sí                                       |                      |                          | Sí             | 2                            |
| Guaduas                    |           |                    |                                   |                                          | Sí                   |                          |                | 1                            |
| Guasca                     |           | Sí                 | Sí                                | Sí                                       | Sí                   |                          | Sí             | 5                            |
| Guatavita                  |           | Sí                 |                                   |                                          | Sí                   |                          | Sí             | 3                            |
| Gutiérrez                  |           |                    |                                   |                                          |                      |                          | Sí             | 1                            |
| Junín                      |           |                    |                                   |                                          |                      |                          | Sí             | 1                            |
| La Calera                  | Sí        | Sí                 | Sí                                | Sí                                       | Sí                   | Sí                       | Sí             | 7                            |
| La Mesa                    |           | Sí                 |                                   | Sí                                       | Sí                   |                          |                | 3                            |
| La Vega                    |           |                    |                                   |                                          | Sí                   |                          | Sí             | 2                            |
| Madrid                     | Sí        | Sí                 | Sí                                | Sí                                       | Sí                   | Sí                       | Sí             | 7                            |
| Mosquera                   | Sí        | Sí                 | Sí                                | Sí                                       | Sí                   | Sí                       | Sí             | 7                            |
| Nemocón                    |           |                    |                                   |                                          | Sí                   |                          | Sí             | 2                            |
| Nocaima                    |           |                    |                                   |                                          | Sí                   |                          |                | 1                            |
| Pasca                      |           |                    | Sí                                | Sí                                       |                      |                          | Sí             | 3                            |
| Quipile                    |           |                    |                                   |                                          |                      |                          | Sí             | 1                            |
| Ricaurte                   |           |                    |                                   |                                          |                      |                          | Sí             | 1                            |
| San Antonio del Tequendama |           |                    |                                   |                                          | Sí                   |                          | Sí             | 2                            |
| San Bernardo               |           |                    |                                   | Sí                                       |                      |                          | Sí             | 2                            |
| Sesquilé                   |           | Sí                 |                                   |                                          |                      |                          | Sí             | 2                            |
| Sibaté                     | Sí        | Sí                 | Sí                                | Sí                                       |                      | Sí                       | Sí             | 6                            |
| Silvania                   |           |                    |                                   | Sí                                       |                      |                          |                | 1                            |
| Soacha                     | Sí        | Sí                 | Sí                                | Sí                                       | Sí                   | Sí                       | Sí             | 7                            |
| Sopó                       | Sí        | Sí                 | Sí                                | Sí                                       | Sí                   | Sí                       | Sí             | 7                            |
| Subachoque                 |           |                    | Sí                                | Sí                                       |                      |                          | Sí             | 3                            |
| Suesca                     |           |                    |                                   |                                          | Sí                   |                          | Sí             | 2                            |
| Tabio                      | Sí        | Sí                 | Sí                                |                                          | Sí                   | Sí                       | Sí             | 6                            |
| Tausa                      |           | Sí                 |                                   | Sí                                       |                      |                          | Sí             | 3                            |
| Tena                       |           |                    |                                   |                                          |                      |                          | Sí             | 1                            |
| Tenjo                      | Sí        | Sí                 | Sí                                | Sí                                       | Sí                   | Sí                       | Sí             | 7                            |
| Tocaima                    |           |                    |                                   |                                          |                      |                          | Sí             | 1                            |
| Tocancipá                  | Sí        | Sí                 |                                   | Sí                                       | Sí                   | Sí                       | Sí             | 6                            |
| Ubaque                     |           |                    | Sí                                |                                          | Sí                   |                          | Sí             | 3                            |
| Ubaté                      |           |                    |                                   | Sí                                       | Sí                   |                          |                | 2                            |
| Une                        |           |                    |                                   | Sí                                       |                      |                          | Sí             | 2                            |
| Vergara                    |           |                    |                                   |                                          | Sí                   |                          |                | 1                            |
| Villapinzón                |           | Sí                 |                                   | Sí                                       |                      |                          | Sí             | 3                            |
| Villeta                    |           |                    |                                   |                                          | Sí                   |                          |                | 1                            |
| Viotá                      |           |                    |                                   |                                          | Sí                   |                          | Sí             | 2                            |
| Zipacón                    |           |                    |                                   |                                          |                      |                          | Sí             | 1                            |
| Zipaquirá                  | Sí        | Sí                 | Sí                                | Sí                                       | Sí                   | Sí                       | Sí             | 7                            |

## Ciudades dormitorio
Dentro de la región metropolitana de la Bogotá-Cundinamarca hay cuatro núcleos urbanos principales: la ciudad de Bogotá, Soacha, Facatativá y Zipaquirá. Bogotá es el principal centro urbano, no solo del área metropolitana, sino de todo el país y el norte de Suramérica, concentrando sectores industriales, empresariales, comerciales, residenciales, educativos, entre muchos otros.
Las fuentes de trabajo que ofrece la ciudad de Bogotá son atendidas por personas que residen no solo en Bogotá, sino también en varios de los municipios cercanos, principalmente Soacha, Mosquera, Funza, Cota, Chía y La Calera. Igualmente, parte de las actividades económicas que se desarrollan en algunos municipios cercanos, principalmente los cultivos de flores, son cubiertos por personas que residen en Bogotá y en otros municipios de la región.
Facatativá, Chía y Zipaquirá poseen centros urbanos propios, con una importante actividad industrial y educativa que se convierten a sí mismos en centros de conmutación intermunicipal en la región y también sirven a Bogotá. Un caso similar, pero a menor escala, sucede con Tocancipá, en el que la interconexión con Bogotá influye en los sitios turísticos que allí se encuentran (por ejemplo, Parque Jaime Duque, el Autódromo/Kartódromo, etc.).
Entre los municipios que cubren la oferta laboral de Bogotá se encuentran principalmente Soacha, Mosquera, Funza, Madrid, Chía, Cajicá, Cota, La Calera, Tenjo, Tabio, Sibaté, Zipaquirá y Facatativá. Este último municipio a su vez, es servido por Madrid, El Rosal, Subachoque y por la misma Bogotá. .
Hay dos fenómenos que inciden en el crecimiento de las ciudades dormitorio:
1. El centro urbano principal atrae, por su oferta laboral o educativa, a personas que residen originalmente en los municipios aledaños.
2. Personas que originalmente residen o trabajan en el centro urbano principal se asientan en los municipios aledaños buscando condiciones de vida diferentes a las de la ciudad.

Muchos desarrollos urbanos y suburbanos unidos a Bogotá, principalmente en los municipios de Chía (La Caro, Yerbabuena, Sindamanoy, Santa Ana de Chía, Hacienda Fontanar), Sopó (Aposentos), Cota (Siberia, Vizcaya) y Madrid (Hacienda Casablanca), corresponden a esta segunda causa.

## Distrito Capital
Cuando se creó el Distrito Especial de Bogotá en 1955, parte de su objetivo era integrar y funcionar como la futura área metropolitana de Bogotá. Además del municipio de Bogotá, se integraron los municipios de Usaquén, Suba, Fontibón, Engativá (parte del cual luego fue anexado a Fontibón), Bosa y Usme (del que luego se segregó Tunjuelito al quedar totalmente unida a la ciudad). A Chapinero (que había sido el primer barrio satélite de la ciudad desde 1812) se le integró directamente como barrio dentro del perímetro urbano. En los años 1960, por razones principalmente concernientes al orden público, grandes sectores rurales del sur del departamento de Cundinamarca, correspondientes al páramo de Sumapaz, se integraron al Distrito Especial.
La ciudad de Bogotá y los cascos urbanos de las cabeceras municipales de estos municipios anexos, fueron creciendo hasta fundirse casi totalmente. En 1991, cuando se expidió una nueva Constitución en Colombia, eran indistinguibles los límites urbanos entre la ciudad de Bogotá y los municipios anexos (salvo el antiguo casco urbano de Usme). La nueva Constitución, que incluye un estatuto orgánico para Bogotá, redefine el Distrito Especial como Distrito Capital y elimina el concepto de «municipio anexo» para introducir el concepto de «localidad». De las veinte localidades definidas, diecinueve parten a la ciudad, algunas incluyendo alguna zona rural adyacente.
La Localidad de Usme incluye así al casco urbano de Usme (no integrado urbanísticamente a la ciudad de Bogotá), parte de la Ciudad de Bogotá con múltiples barrios y extensas zonas rurales al suroriente de la ciudad. La localidad de Ciudad Bolívar incluye una franja densamente habitada de barrios en la ciudad de Bogotá y extensas áreas rurales al suroccidente de la ciudad. La localidad de Sumapaz es la única localidad que no divide a la ciudad de Bogotá, y cubre casi toda la mitad sur del Distrito Capital.
Si bien Sumapaz posee algunos centros urbanos, estos son muy pequeños y ninguno sería considerado «cabecera municipal». La sede de la alcaldía local de Sumapaz se encuentra fuera de la localidad, en el barrio Américas, en la ciudad de Bogotá, en lo que geográficamente correspondería a la localidad de kennedy.
Si bien desde un punto de vista jurídico la localidad de Sumapaz sería parte del área metropolitana de Bogotá, desde un punto de vista urbanístico, Sumapaz y las grandes extensiones rurales de Usme y Ciudad Bolívar no formarían parte de un área metropolitana.